# Каєтан Потоцький (канонік)
Каєтан Потоцький (пол. Kajetan Potocki; 31 березня 1751, с. Семенівка, тепер Пустомитівський район — 24 квітня 1814) — польський аристократ гербу Золота Пілява, релігійний діяч РКЦ. Брат-близнюк Павела Потоцького.

## Життєпис

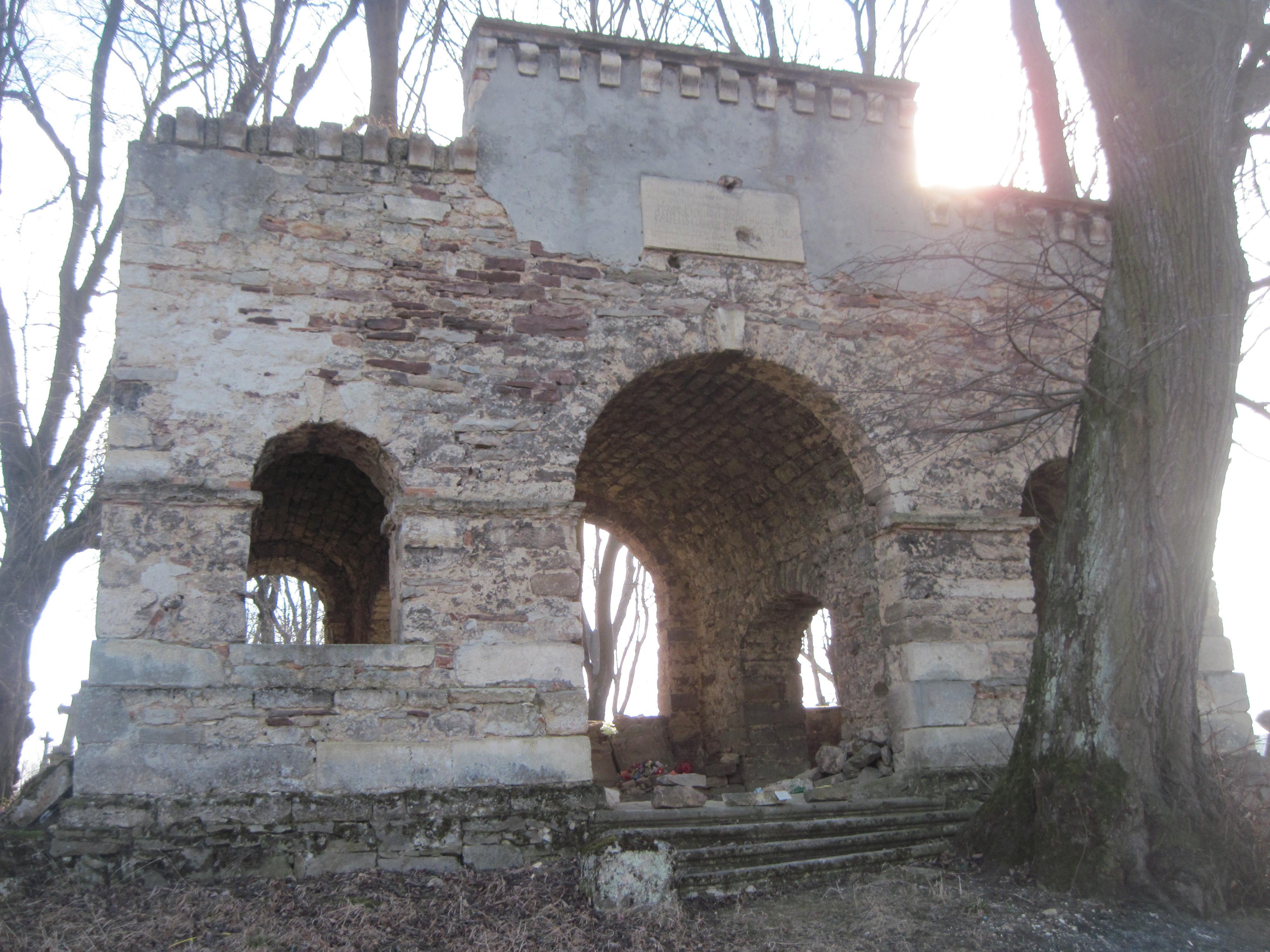
Каплиця-усипальниця Павела та Каєтана Потоцьких, цвинтар Федір, Бучач, 2014

Батько — львівський каштелян Юзеф Потоцький (рідний брат Антонія Міхала). Брат — граф Ян Потоцький, староста канівський з 1782 р.[джерело?]) з дружиною Йоанною з Потоцьких — за заповітом Миколи Василя Потоцького — новий дідич Бучача.
У 1764 році, після смерти батька, разом з братами Павелом та Яном «опинився» у Львівському колегіумі єзуїтів, а їх гувернером став єзуїт кс. Григоріс Пірамович. За даними кс. С. Баронча, разом з братом-близнюком навчався під керівництвом кс. Г. Пірамовіча, потім з ним як опікуном виїхали (Ельжбета Александровська вказує, що також разом з братом Яном) в «освітню подорож» до Франції, Італії восени 1767. Прибули до Риму, де навчалися в колегіумі єзуїтів Риму (Collegium Romanum, тепер Папський григоріанський університет). Від вересня 1770 з Павелом навчались у місті Понт-а-Муссон. 1774 року брати закінчили навчання в Collegium Romanum, отримали священичі (капланські) свячення. Став каноніком катедр Ґнезненської і Краківської, кавалером ордену святого Станіслава, пробощом Станиславова (був приблизно до 1810 року).
«Рохманівський ключ» був власністю Миколи Василя Потоцького, який заповів його «на вічні часи» краківському каноніку К. Потоцькому. 7 червня 1786 р. через виїзд до Литви дідичка графиня Йоанна Потоцька права на дідицтво міста передала рідному брату чоловіка (каноніку гнезненському, краківському) графу К. Потоцькому.
Дідичі — каноніки Потоцькі — продали євреям замок у місті, які почали розбирати його на матеріал для будівництва 1812 року з братом наказали розібрати останню з спостережних башт Бучача на горі Федір та спорудити з каменю гробницю-каплицю в стилі класицизму на міському цвинтарі.
14 квітня 1814 року в Бучачі підписав заповіт, одним зі свідків у якому був записаний Пйотр з Рупнева Уєйський. Помер 24 квітня 1814. Був урочисто похований 29 квітня в родовій каплиці-гробниці на міському цвинтарі на горі Федір у Бучачі. Похорон організував брат-близнюк Павел. На похорон прибув, зокрема, митрополит УГКЦ Михайло Левицький.